# Rýchlostná cesta R4
Die Rýchlostná cesta R4 ist eine in großen Teilen sich noch in Planung befindliche Schnellstraße in der Ostslowakei. Sie wird auf ihrer Trasse die Straßen 1. Ordnung I/21, I/18 und I/17 ersetzen. Größere Städte an der Schnellstraße sind Prešov und Košice. Derzeit sind die 4,6 km lange Ortsumgehung von Svidník (zweispurig, am 20. Dezember 2010 eröffnet), die 14,2 km lange Strecke Košice–Milhosť (vierspurig, am 7. November 2013 eröffnet) und der 4,3 km lange Abschnitt Prešov-západ–Prešov-sever mit dem 1,15 km langen Bikoš-Tunnel (vierspurig, am 25. September 2023 eröffnet) in Betrieb. Des Weiteren verläuft die R4 gemeinsam mit der D1 an der Strecke Prešov-západ–Rozhanovce auf etwa 32 km.
Derzeit ist nur ein Abschnitt in Bau: am 25. September 2023 erfolgte der Spatenstich für den 10,2 km langen Abschnitt zwischen Prešov-sever und Kapušany mit dem 1,9 km langen Okruhliak-Tunnel. Diese wird zusammen mit der bereits bestehenden Strecke nordwestlich von Prešov die Nordumgehung von Stadt komplettieren und soll im Jahr 2027 fertiggestellt werden.
Die Planung der Strecke zwischen Kapušany (östlich von Prešov) und Svidník wurde lange von ständigen Trassenwechsel verzögert. Die sogenannte rote Variante verläuft im Wesentlichen parallel zur existierenden Straße I/21 durch Giraltovce und Okrúhle und ist 41,9 km lang. Die blaue Variante lenkt nach Osten ab, um die Städte Hanušovce nad Topľou und Stropkov sowie entlang des Stausees Veľká Domaša und ist 50,2 km lang. Schließlich setzte sich eine modifizierte Trasse entlang der I/21 durch, diese wurde während der Planungsphase in sechs Teilabschnitte geteilt:
- Svidník – Rakovčík (5,9 km)
- Rakovčík – Radoma  (7,0 km)
- Radoma – Giraltovce (7,2 km)
- Giraltovce – Kuková (6,5 km)
- Kuková – Lipníky (8,3 km)
- Lipníky – Kapušany (4,0 km)

Zwischen der Staatsgrenze zu Polen und der bereits bestehenden Teilstrecke bei Svidník sind Teilabschnitte Grenze SK/PL – Hunkovce (7,9 km) und Hunkovce – Ladomirová (8,2 km) geplant. Alle Abschnitte nördlich von Lipníky werden nur einbahnig geplant.
Die gesamte R4 ist Teil der transnationalen Verbindung Via Carpathia. Auf Grund der mittlerweile fertiggestellten Anschlussstrecke in Ungarn (Autópálya M30) und des Planungsfortschritts in Polen (Droga ekspresowa S19) werden Befürchtungen laut, dass wegen des langsamen Planungsfortschritts in der Slowakei die bestehenden Straßen zwischen Prešov und der Staatsgrenze zu Polen zum Verkehrsengpass werden. Deshalb überlegt man, die Teilstrecke von Prešov bis Vyšný Komárnik als PPP-Projekt bauen und betreiben zu lassen.